# Aphilodon angustatus
Aphilodon angustatus är en mångfotingart som beskrevs av Filippo Silvestri 1909. Aphilodon angustatus ingår i släktet Aphilodon och familjen Aphilodontidae.
Artens utbredningsområde är Paraguay. Inga underarter finns listade i Catalogue of Life.